# ویلچر

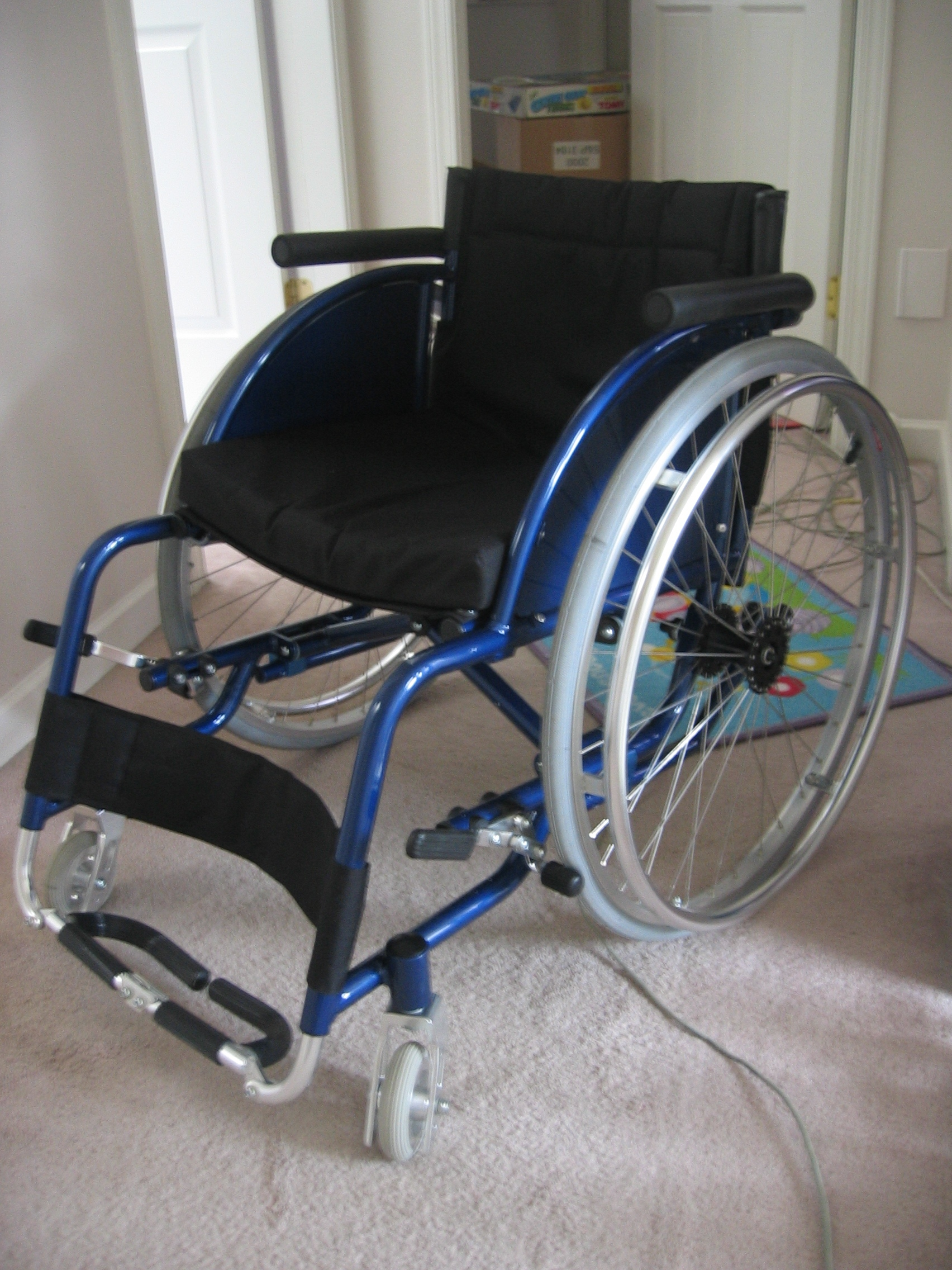
نوعی ویلچر سبک‌وزن

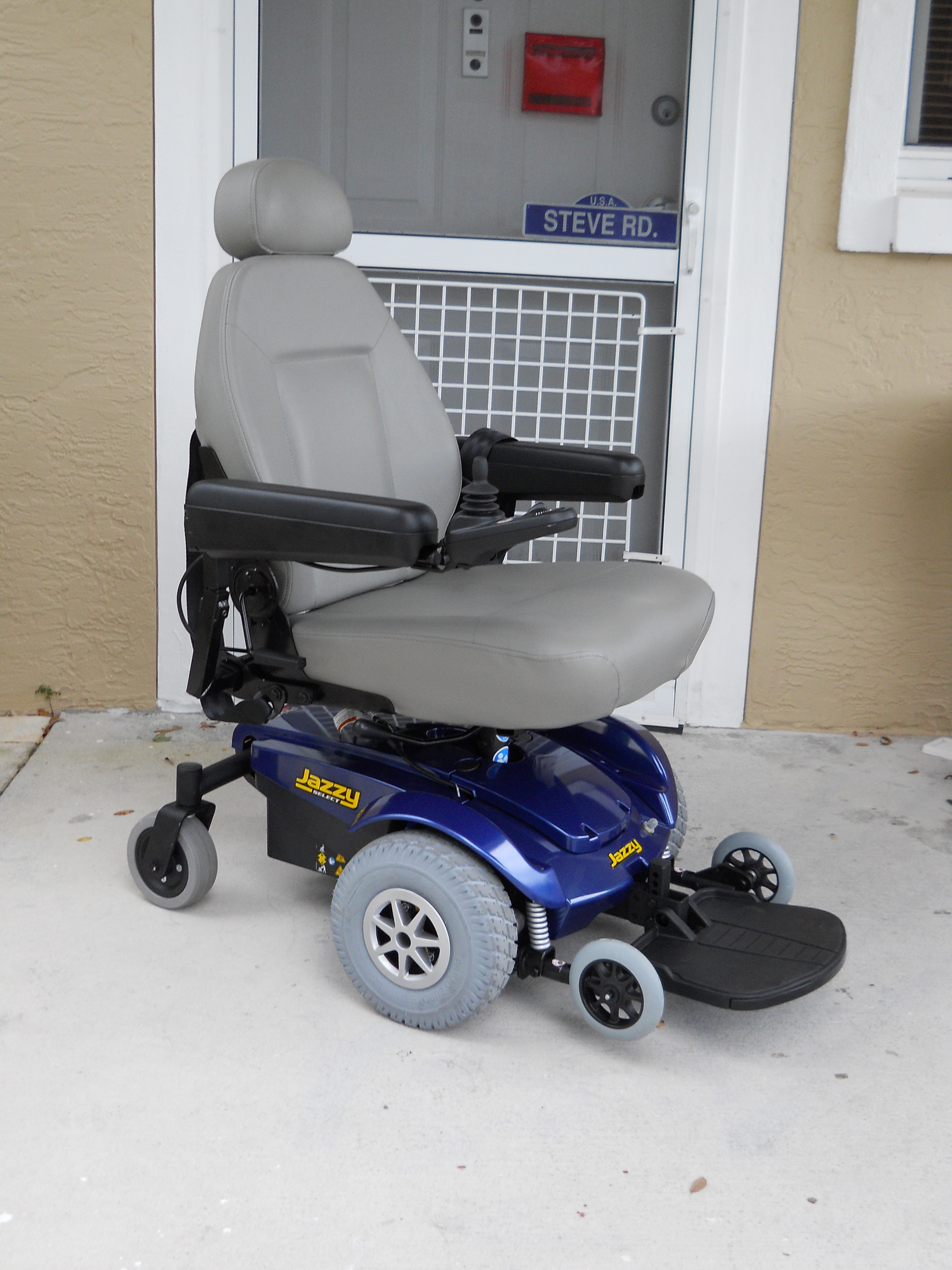
چرخک برقی با چرخِ میانی

ویلچِر (به انگلیسی: wheelchair) یا چرخک، وسیله‌ نقلیه‌ای است برای افراد و بیمارانی که به علت سالمندی، بیماری نخاعی و یا ضعف  شدید جسمانی قادر به حرکت نیستند.